# Viaduto de Brusio
O Viaduto de Brusio é um viaduto na comuna suíça de Brusio no
cantão dos Grisões que é regularmente utilizado pelo Expresso do Glaciar da Ferrovia Rética (RhB).,

## Características
O viaduto de Brusio é um viaduto, ferroviário, helicoidal com 110 m de comprimento numa curva de 70 m de raio.
É um dos símbolos da Ferrovia Rética (RhB), tal como o Viaduto de Landwasser faz parte da linha de Albula e da linha da Bernina

## Património
Desde o dia 6 de julho de 2008, o Comitê da UNESCO inscreveu a Ferrovia Rética, com a linha de Albula e a linha da Bernina na lista do Patrimônio da Humanidade. Esta inscrição refere-se aos 122 quilômetros de via férrea entre Thusis, Saint Moritz e Tirano, e às 144 pontes e 42 túneis que compõem esse traçado.
Paralelamente faz parte do Inventário Suíço dos bens culturais de importância nacional e regional.